# Химера (Ликия)
Гора Химера — место в древней Ликии, известное постоянно горящими огнями. Считается{кем}, что этим местом является гора Янарташ в Турции, где метан и другие газы выходят из скалы и горят. Некоторые{какие} древние источники считают, что это место повлияло на возникновение мифа о монстре Химера.

## Версии
Ктесий — старейший известный автор, предложивший эту теорию эвгемеризации. Мы знаем об этом из цитаты Плиния Старшего, который в своей второй книге «Естественная история» отождествил Химеру с постоянными газовыми отверстиями на горе Химера, в стране древнего ликийского города Фаселиса, который он описал как «находящийся в огне», добавив, что он «...действительно горел пламенем, не угасающим ни днем, ни ночью». Плиния цитировали Фотий и Агрикола.
Страбон и Плиний являются единственными сохранившимися древними источниками, которые описывают ликийский топоним, но топоним также засвидетельствован Исидором Севильским и Сервием, комментатором Энеиды. Страбон считал Химеру ущельем на другой горе в Ликии, без колебаний помещая её в непосредственной близости от гор Краг в южной части нынешней горы Баба, примерно в 75 км к западу по прямой, и Исидор цитирует писателей по естественной истории, что гора Химера здесь горела, там были львы и козы, и там было полно змей. Сервий доходит до того, что размещает их со львами на вершине горы, пастбищами, полными коз, посередине и змеями вокруг основания, таким образом подражая гомеровскому описанию чудовища.
Это место было идентифицировано сэром Фрэнсисом Бофортом в 1811 году как современный турецкий Янар или Янарташ, который был описан Томасом Абелем Бримейджем Спраттом в его «Путешествиях по Ликии, Мильясу и Цибаратису в компании с покойным преподобным Э. Т. Даниэлем». Обсуждение связи между мифом и точным местонахождением горы Химера было начато Альбертом Форбигером в 1844 году, а Джордж Юарт Бин придерживался мнения, что название было аллохтонным и могло быть перенесено сюда из своего первоначального местоположения дальше на запад, поскольку цитируется Страбоном из-за наличия того же явления и пожаров.